# 蒂考島
蒂考島是菲律賓的島嶼，位於比科爾半島以南的錫布延海，面積332平方公里，最高點海拔高度381米，2000年人口約72,900，人口密度為每平方公里220人。